# Jonathan Segura
Jonathan Segura (Tumaco, Colombia, 9 de julio de 1990) es un futbolista colombiano. Juega como mediocentro defensivo y su equipo actual es FC Cajamarca de la Liga 2 de Perú.

## Trayectoria
Comenzó jugando en el Academia F. C., para luego pasar en el 2012 a Atlético Bucaramanga que jugaba en la Primera B (Colombia). Jugó al lado de Nicolas Vikonis.

### Patriotas
Jugó por 3 años en Patriotas Boyacá.

### UTC (2017)
En 2017, llega a UTC y logra clasificar a la Copa Sudamericana 2018, haciendo un gran año profesional. Luego de su gran campaña en Cajamarca.

### Unión Comercio
En 2018, llega a Unión Comercio para afrontar el Campeonato Descentralizado.

### UTC (2019)
Para 2019, vuelve a UTC para jugar la Copa Sudamericana. En un encuentro con Universitario de Deportes por el Torneo Clausura 2019, fue protagonista de la fecha luego de un "codazo" al delantero Anthony Osorio lo cual muchos periodistas hablaron de una agresión malintencionada, lo que terminó en una expulsión con roja directa.

### UTC (2024)
Para el 2024, Segura vuelve al UTC de Cajamarca en su tercera etapa con el equipo.

## Clubes
| Club                           | País      | Año       |
| ------------------------------ | --------- | --------- |
| Academia F. C.                 | Colombia  | 2011      |
| Atlético Bucaramanga           | Colombia  | 2012-2013 |
| Patriotas Boyacá               | Colombia  | 2014-2016 |
| UTC de Cajamarca               | Perú      | 2017      |
| Unión Comercio                 | Perú      | 2018      |
| UTC de Cajamarca               | Perú      | 2019      |
| Juan Aurich                    | Perú      | 2020      |
| Unión Magdalena                | Colombia  | 2021-2023 |
| C. S. D. Sololá                | Guatemala | 2023      |
| C. D Santa Lucía Cotzumalguapa | Guatemala | 2023-2024 |
| UTC de Cajamarca               | Perú      | 2024      |
| FC Cajamarca                   | Perú      | 2025 -    |

## Estadísticas
Actualizado al último partido disputado el 25 de agosto de 2024.
| Club                            | Temporada     | Liga  | Liga  | Copas nacionales | Copas nacionales | Copas internacionales | Copas internacionales | Total | Total |
| Club                            | Temporada     | Part. | Goles | Part.            | Goles            | Part.                 | Goles                 | Part. | Goles |
| ------------------------------- | ------------- | ----- | ----- | ---------------- | ---------------- | --------------------- | --------------------- | ----- | ----- |
| Academia F. C. · Colombia       | 2011          | 18    | 2     | 4                | 0                | -                     | -                     | 22    | 2     |
| Academia F. C. · Colombia       | Total club    | 18    | 2     | 4                | 0                | 0                     | 0                     | 22    | 2     |
| Atlético Bucaramanga · Colombia | 2012          | 19    | 0     | 3                | 0                | -                     | -                     | 22    | 0     |
| Atlético Bucaramanga · Colombia | 2013          | 27    | 0     | 5                | 0                | -                     | -                     | 32    | 0     |
| Atlético Bucaramanga · Colombia | Total club    | 46    | 1     | 8                | 0                | 0                     | 0                     | 54    | 0     |
| Patriotas Boyacá · Colombia     | 2014          | 16    | 0     | 11               | 0                | -                     | -                     | 27    | 0     |
| Patriotas Boyacá · Colombia     | 2015          | 16    | 0     | 6                | 0                | -                     | -                     | 22    | 0     |
| Patriotas Boyacá · Colombia     | 2016          | 9     | 0     | 8                | 1                | -                     | -                     | 17    | 1     |
| Patriotas Boyacá · Colombia     | Total club    | 41    | 0     | 25               | 1                | 0                     | 0                     | 66    | 1     |
| UTC de Cajamarca · Perú         | 2017          | 44    | 4     | 0                | 0                | -                     | -                     | 44    | 4     |
| Unión Comercio · Perú           | 2018          | 25    | 1     | 0                | 0                | -                     | -                     | 25    | 1     |
| Unión Comercio · Perú           | Total club    | 25    | 1     | 0                | 0                | 0                     | 0                     | 25    | 1     |
| UTC de Cajamarca · Perú         | 2019          | 24    | 0     | 3                | 0                | -                     | -                     | 27    | 0     |
| Juan Aurich · Perú              | 2020          | 11    | 2     | 0                | 0                | -                     | -                     | 11    | 2     |
| Juan Aurich · Perú              | Total club    | 11    | 2     | 0                | 0                | 0                     | 0                     | 11    | 2     |
| Unión Magdalena · Colombia      | 2021          | 18    | 0     | 0                | 0                | -                     | -                     | 18    | 0     |
| Unión Magdalena · Colombia      | 2022          | 13    | 0     | 0                | 0                | -                     | -                     | 13    | 0     |
| Unión Magdalena · Colombia      | Total club    | 31    | 0     | 0                | 0                | 0                     | 0                     | 31    | 0     |
| UTC de Cajamarca · Perú         | 2024          | 9     | 0     | -                | -                | -                     | -                     | 9     | 0     |
| UTC de Cajamarca · Perú         | Total club    | 77    | 4     | 3                | 0                | 0                     | 0                     | 80    | 4     |
| Total carrera                   | Total carrera | 249   | 9     | 40               | 1                | 0                     | 0                     | 289   | 10    |

## Palmarés

### Distinciones individuales
| Distinción                                                                | Año  |
| ------------------------------------------------------------------------- | ---- |
| Preseleccionado como defensa en el mejor once de la Liga 2 según la SAFAP | 2020 |